# Liste der Naturschutzgebiete im Landkreis Kronach
Im Landkreis Kronach gibt es 13 Naturschutzgebiete. Zusammen nehmen sie eine Fläche von 659 Hektar ein. Das größte Naturschutzgebiet ist das 1994 eingerichtete Naturschutzgebiet Tschirner und Nordhalbener Ködeltal mit Mäusbeutel.
| Name                                               | Bild | Kennung                   | Kreis                            | Einzelheiten | Position | Fläche Hektar | Datum |
| -------------------------------------------------- | ---- | ------------------------- | -------------------------------- | --- | -------- | ------------- | ----- |
| Bärenbachtal bei Langenau                          | BW   | NSG-00406.01 WDPA: 162340 | Landkreis Kronach                | Langenau Bachtäler mit ausgedehntem Groß-Seggenried. | ⊙        | 9,52          | 1995  |
| Buchbachtal mit Ramschleite und Buchbachsleite     | BW   | NSG-00445.01 WDPA: 162600 | Landkreis Kronach                | Buchbach Naturnahe Talaue des Buchbaches mit vielfältigen Vegetationstypen. | ⊙        | 62,57         | 1998  |
| Buchenhänge                                        |      | NSG-00217.01 WDPA: 162610 | Landkreis Kronach                | Nordhalben Seltene und charakteristische Hang- und Schluchtwaldgesellschaften des Frankenwaldes sowie kalkarme Quellfluren.                                                                            | ⊙        | 37,81         | 1993  |
| Falkenstein und Pechleite östlich Lauenstein       | BW   | NSG-00452.01 WDPA: 163024 | Landkreis Kronach                | Lauenstein Landschaftlich reizvoller Talhang mit strukturreichen Felsbildungen und einer Vielzahl an seltenen, empfindlichen und gefährdeten Pflanzen- und Tierarten.                                  | ⊙        | 66,61         | 1987  |
| Föritzau                                           | BW   | NSG-00508.01 WDPA: 163127 | Landkreis Kronach                | Schwärzdorf Flussaue mit angrenzenden Feuchtgebieten, verlandeten Teichen und ehemaligen Kiesgruben mit spezifischen Tier- und Pflanzengesellschaften, insbesondere der Fische, Muscheln und Libellen. | ⊙        | 59,60         | 1980  |
| Fränkische Muschwitz                               |      | NSG-00432.01 WDPA: 163138 | Landkreis Kronach                | Langenbacher Forst Naturnaher Bachlauf mit Auwaldresten und umgebenden feuchten Brachflächen. | ⊙        | 45,53         | 1996  |
| Thüringische Muschwitz                             |      | NSG-00427.01 WDPA: 165884 | Landkreis Hof, Landkreis Kronach | Carlsgrün Naturnaher Bachlauf mit angrenzenden Hochstauden- und Altgrasfluren sowie Wiesen- und Auwaldbereichen. Landkreis Hof: 20,05 ha Landkreis Kronach: 2,03 ha                                    | ⊙        | 22,26         | 1992  |
| Moor im Krötenseewald                              | BW   | NSG-00434.01 WDPA: 164668 | Landkreis Kronach                | Langenbacher Forst Wertvolles Moorgebiet mit naturnahen Bruchwald- und Sumpfbereichen sowie Quellfluren.                                                                                               | ⊙        | 20,99         | 1993  |
| Rabensteiner Höhe mit Zeyerner Wand                |      | NSG-00234.01 WDPA: 165080 | Landkreis Kronach                | Zeyern Natürlicher Aufschluss des Unteren Muschelkalkes. | ⊙        | 12,32         | 1985  |
| Reginasee, Pfadensee und Schnitzersteich           | BW   | NSG-00233.01 WDPA: 165122 | Landkreis Kronach                | Schwärzdorf Naturnahe Teichgruppe mit Schwimmpflanzen- und Verlandungsbereichen. | ⊙        | 7,46          | 1985  |
| Schmidtsberg                                       | BW   | NSG-00219.01 WDPA: 165439 | Landkreis Kronach                | Nordhalben Seltene und charakteristische Hang- und Schluchtwaldgesellschaften des Frankenwaldes sowie kalkarme Quellfluren.                                                                            | ⊙        | 21,74         | 1984  |
| Tettautal und Sattelgrund                          | BW   | NSG-00431.01 WDPA: 165855 | Landkreis Kronach                | Langenau Naturnahe Fließgewässer mit Gehölzsaum, Hochstauden- und Altgrasfluren sowie Wiesenbereichen.                                                                                                 | ⊙        | 17,52         | 1993  |
| Tschirner und Nordhalbener Ködeltal mit Mäusbeutel |      | NSG-00467.01 WDPA: 165970 | Landkreis Kronach                | Tschirn Naturnahe Bachläufe und umgebende Auenbereiche mit einer Vielzahl unterschiedlicher Vegetationstypen.                                                                                          | ⊙        | 275,48        | 1994  |
| Legende für Naturschutzgebiet                      |      |                           |                                  | |          |               |       |